# Måns Broo
Måns Broo, född 1973, är lärare och docent vid Religionsvetenskapliga institutionen vid Åbo Akademi. Han är son till Roger Broo och Harriet Silius.
Broo disputerade 2003 och blev docent 2009. Numera är han universitetslektor. I sin forskning har han koncentrerat sig på hinduismen och dess gamla heliga texter, som han bland annat har varit med om att översätta till svenska. Han är själv hindu, med bland annat ett förflutet inom Hare Krishna-rörelsen, som han dock lämnat. Han är redaktör för Yoga-tidskriften Ananda.